# Papírovník
Papírovník (Broussonetia) je rod rostlin z čeledi morušovníkovité (Moraceae). Jsou to dřeviny s jednoduchými střídavými listy a drobnými bezkorunnými květy nahloučenými v kulovitých nebo klasovitých květenstvích. Rod zahrnuje 10 druhů a je rozšířen v Asii, Oceánii a na Madagaskaru. Nejvíc druhů roste v Asii. Papírovník čínský je pěstován v teplých oblastech České republiky jako okrasná dřevina.

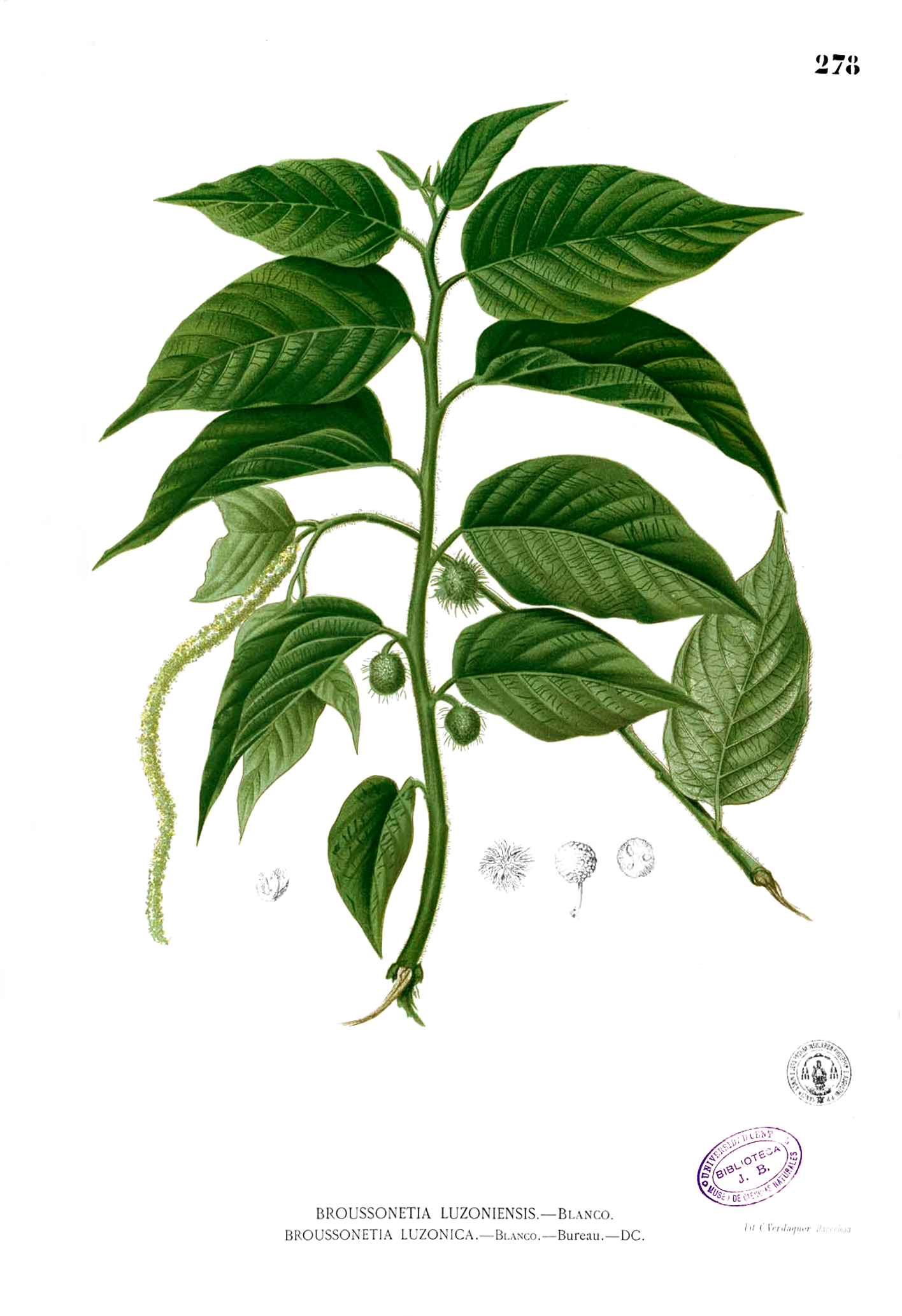
Kresba B. luzonica

## Popis
Papírovníky jsou jednodomé nebo dvoudomé keře, šplhavé keře nebo stromy s jednoduchými střídavými listy s opadavými palisty. Při poranění roní mléčný latex. Čepel listů je jednoduchá nebo dlanitě laločnatá, na okraji zubatá, se 3 až 5 primárními žilkami a zpeřenou sekundární žilnatinou. Samčí květenství je úžlabní, klasovité nebo hlávkovité, s mnoha květy. Samičí květenství je hustě hlávkovité nebo protažené, podepřené vytrvalými listeny.
Kalich (někdy uváděný jako okvětí) je srostlý z 3 nebo 4 lístků. Koruna chybí. Plody jsou srostlé do hustého kulovitého plodenství.

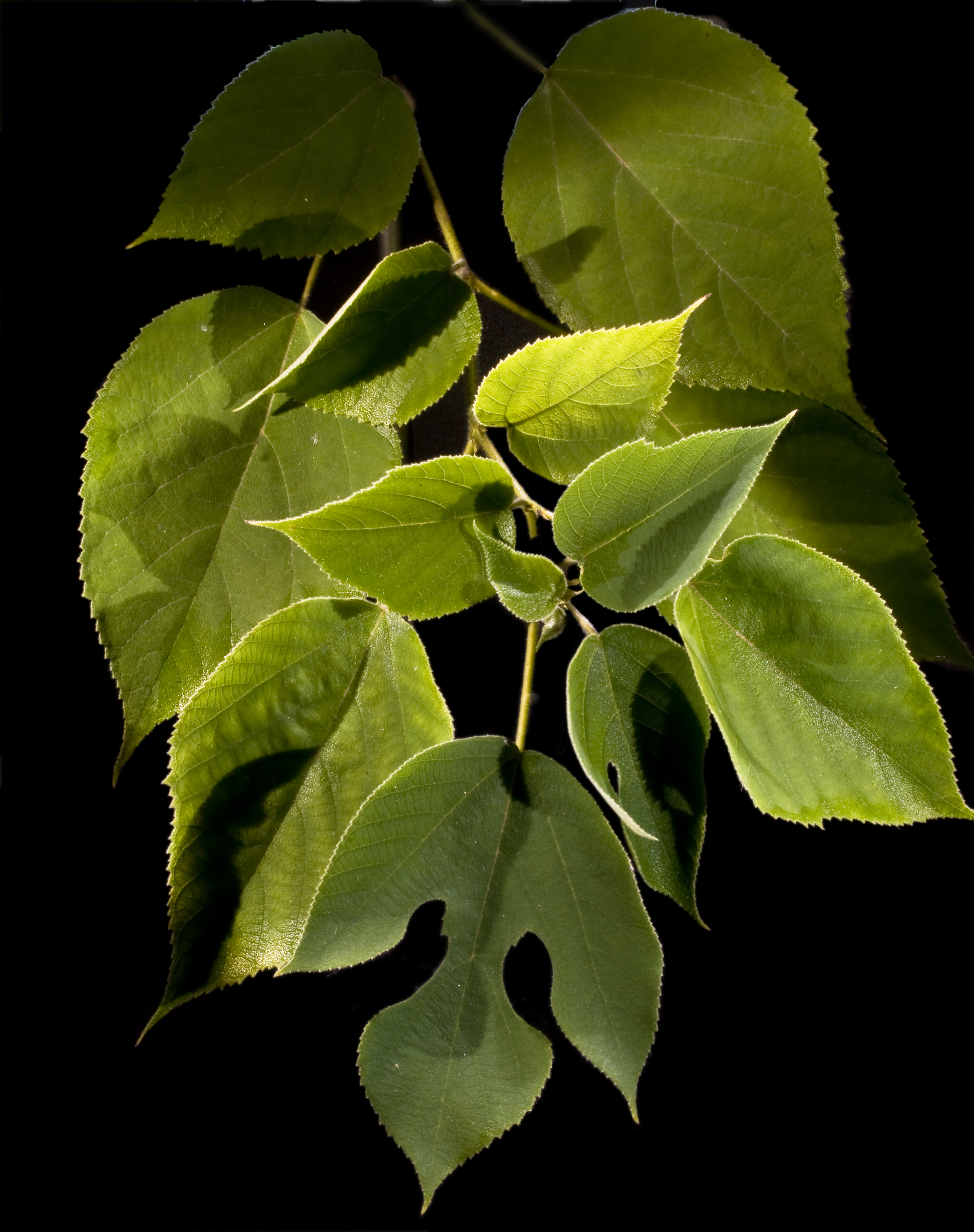
Listy papírovníku čínského
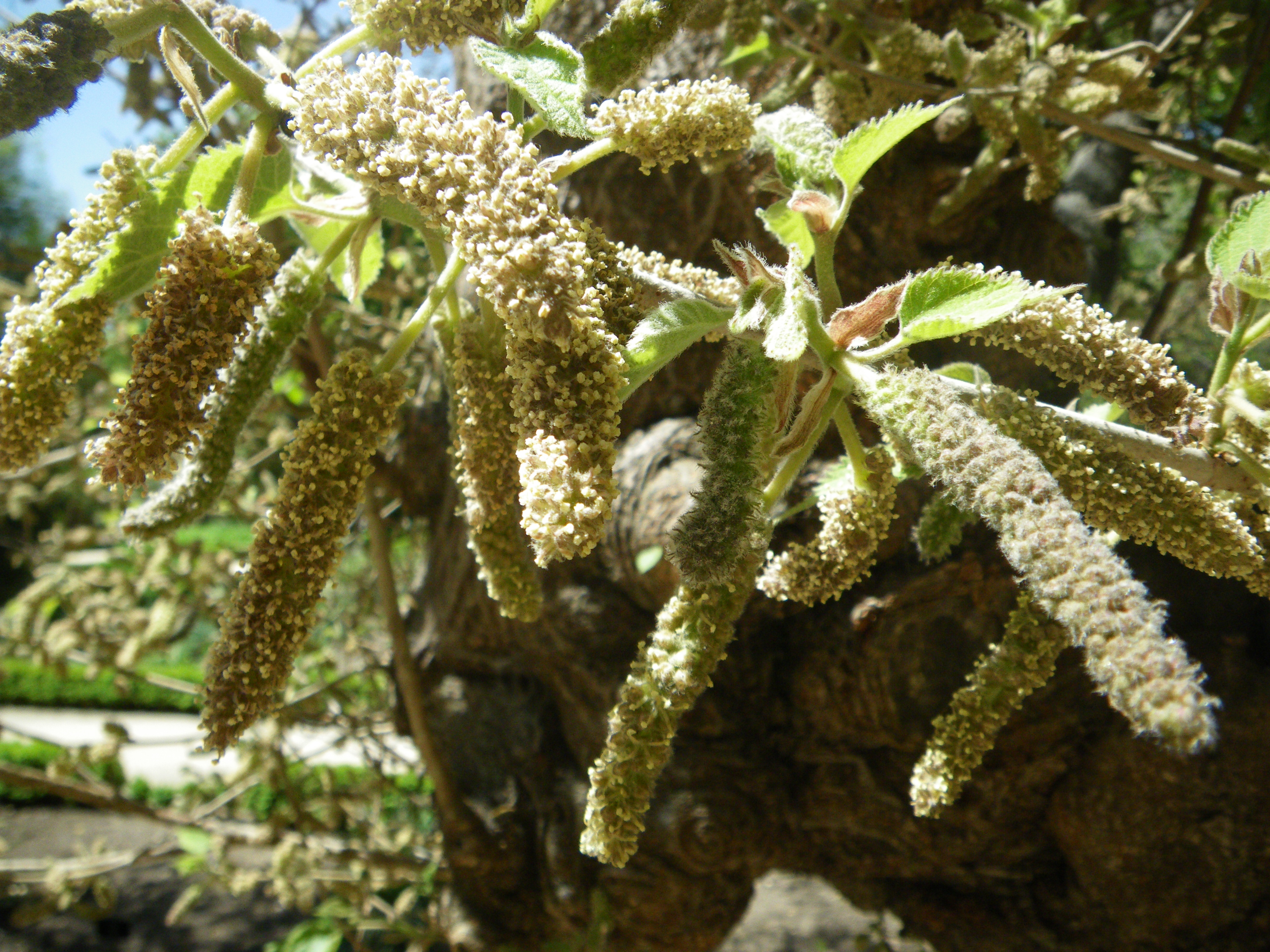
Samčí květenství papírovníku čínského
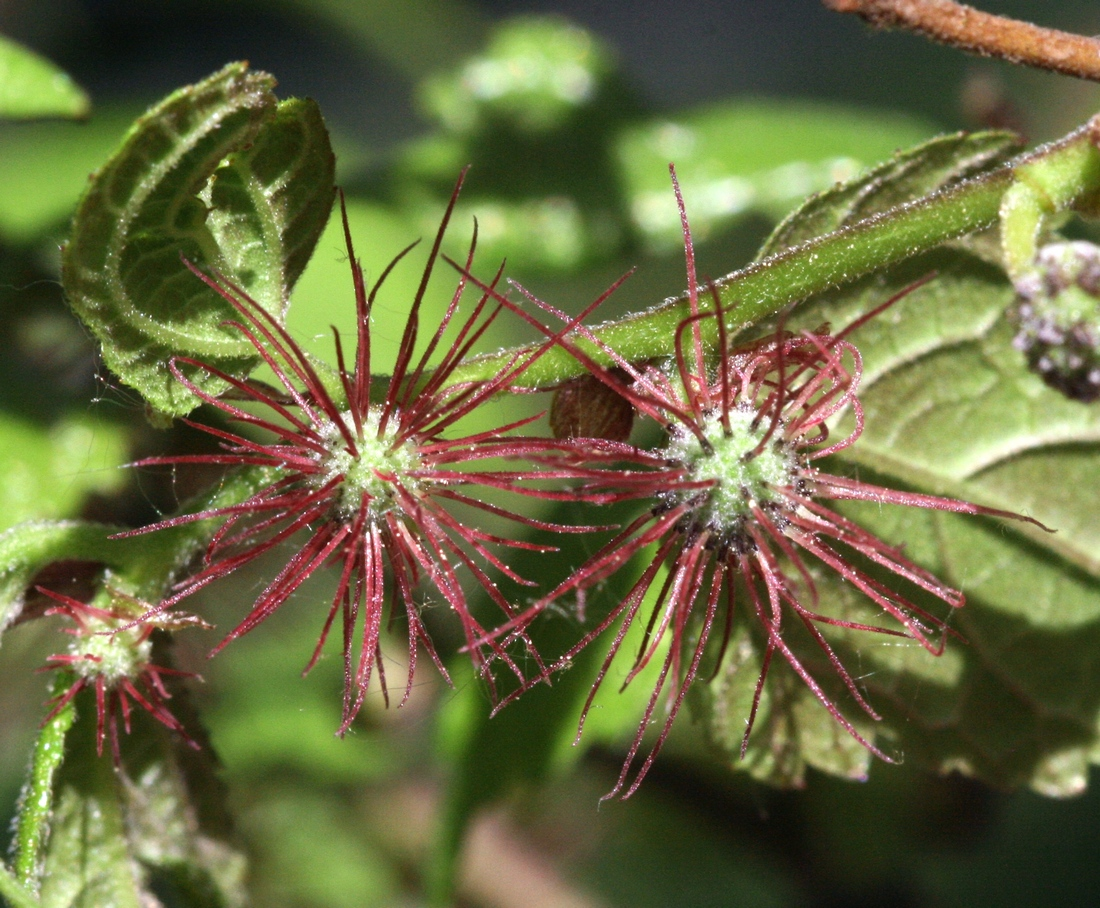
Samičí květenství papírovníku Kazinockého
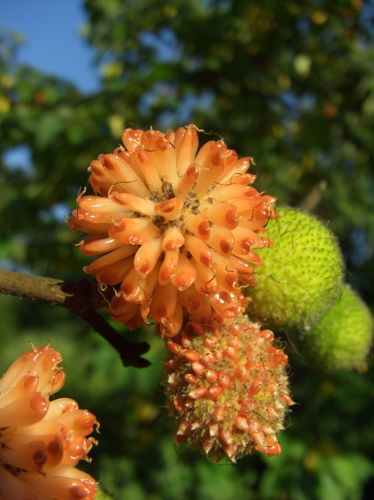
Plodenství papírovníku čínského

## Etymologie
Latinský název připomíná francouzského přírodovědce jménem Pierre Marie Auguste Broussonet (1761–1807), který v 18. století rostlinu přinesl do Evropy.

## Rozšíření
Rod papírovník zahrnuje v současném pojetí 10 druhů. Je rozšířen v temperátní a tropické Asii, Oceánii, na Madagaskaru a Komorských ostrovech. Papírovník čínský zdomácněl i v jiných částech světa, např. v Severní Americe, jižní Evropě a Austrálii.

## Ekologické interakce
Papírovník čínský je typická pionýrská dřevina. Semena zřídka vyklíčí pod zapojeným korunním lesním patrem. Pokud se však utvoří světlina, objeví se mladé rostliny a často vytvoří hustý porost. Papírovník roste často také podél silnic, na opuštěných polích a jiných narušených místech. Květy jsou opylovány větrem, rozšiřují ptáci pojídající dužninu plodů.
V Jihovýchodní Asii je papírovník jednou ze živných rostlin housenek babočkovitého motýla bělopáska Neptis hylas.

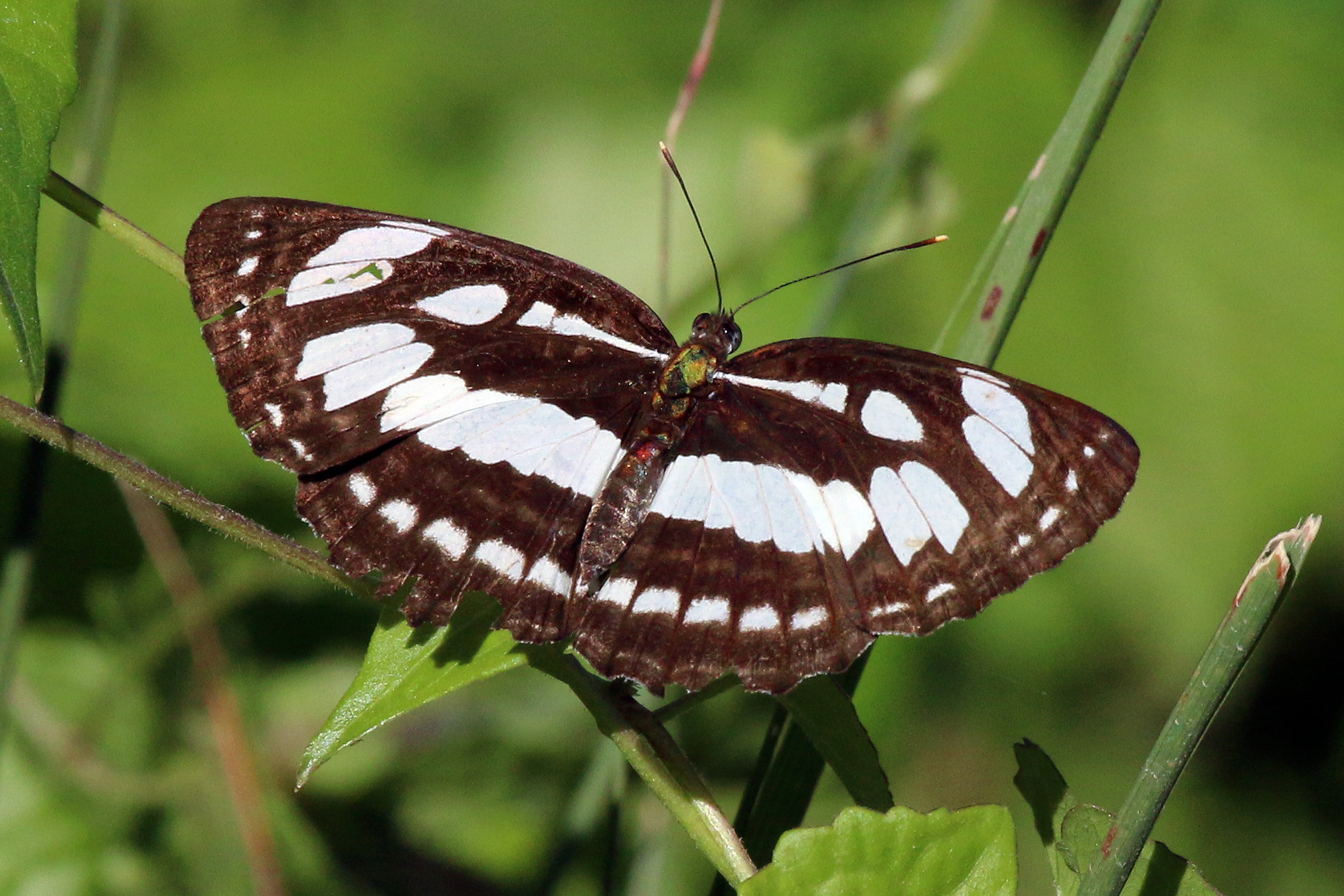
Bělopásek Neptis hylas

## Taxonomie
Rod Broussonetia je v současné taxonomii řazen do tribu Dorstenieae na základě studie z roku 2009. Předtím byl řazen do tribu Moreae.
Počet udávaných druhů rodu se v různých zdrojích liší, což souvisí s dosud neustálenou taxonomií a vymezením rodů čeledi Moraceae. Často jsou uváděny pouze 4 druhy. Některé další druhy sem byly postupně přeřazeny zejména z rodů Morus (morušovník), Maclura (maklura) nebo dokonce Ficus (fíkovník).

## Zástupci
- papírovník čínský (Broussonetia papyrifera)
- papírovník Kazinockého (Broussonetia kazinoki)

## Význam
Papírovník čínský (Broussonetia papyrifera) se pěstuje jako okrasná dřevina. V České republice prospívá jen v nejteplejších oblastech a vyžaduje zimní kryt. Vysazuje se jako solitéra. Lýková lákna z vnitřní vrstvy kůry papírovníku slouží v Číně a Indočíně k tradiční výrobě kvalitního, pevného papíru a textilií. Vlákna jsou pevná a před příchodem nylonu se z nich také zhotovovaly provazy. Dužnaté části plodů papírovníku čínského jsou jedlé a mají sladkou chuť. Dřevo slouží k výrobě nábytku, listy a plody jsou užívány v lékařství proti průjmu, chorobám kolenních kloubů, závratím a impotenci. Pěstování rostliny má dlouhou historii v Polynésii, kde se z vláken zhotovovaly oděvy. V botanických zahradách se velmi zřídka pěstuje i jednodomý asijský druh papírovník Kazinockého (B. kazinoki), který je vysazen např. v asijské lesní části Pražské botanické zahrady v Tróji.
Existují i okrasné kultivary papírovníků, např. B. papyrifera 'Golden Shadow' s jasně žlutými listy, 'Laciniata' s dřípenými listy, 'Variegata' a 'Kuanyin' se skvrnitými listy nebo variegátní B. kazinoki 'Color Palette'.
Papírovník čínský je v některých oblastech, např. v Indii, Austrálii, Argentině či v jižních státech USA, invazní rostlinou, podobně jako v některých zemích tropické Afriky (Uganda, Ghana aj.) V Pákistánu je dokonce řazen mezi 6 nejobtížnějších invazních rostlin, neboť zde obsadil rozlehlé oblasti a vytlačuje původní vegetaci. Za jednu z nejhorších invazních rostlin je považován i v argentinských pampách.

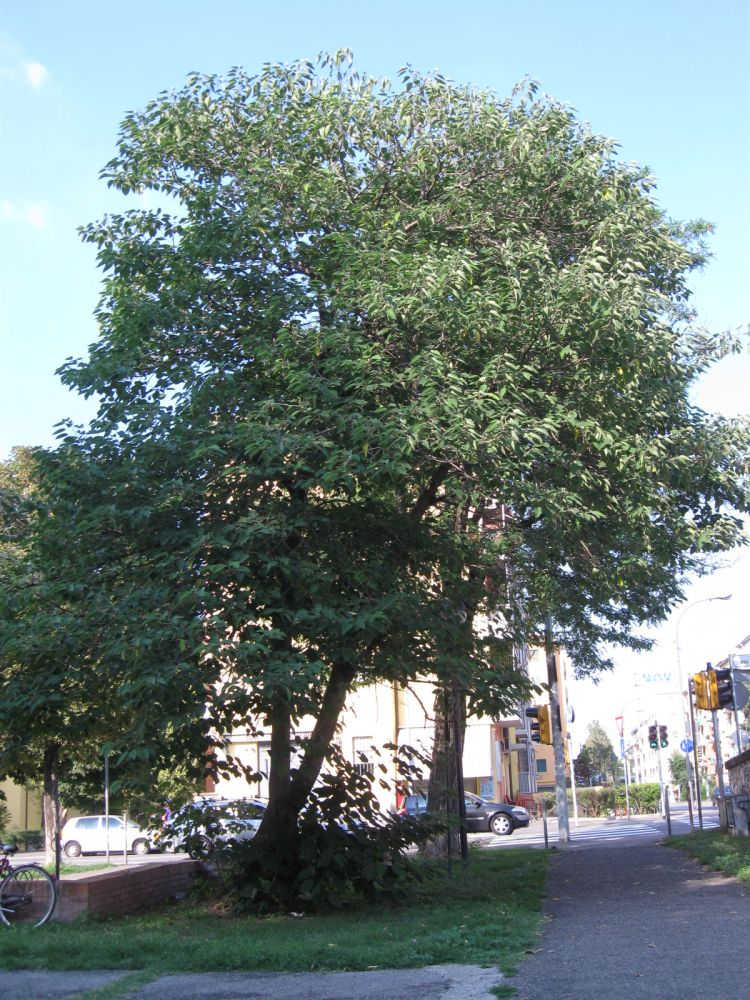
Papírovník čínský jako pouliční strom
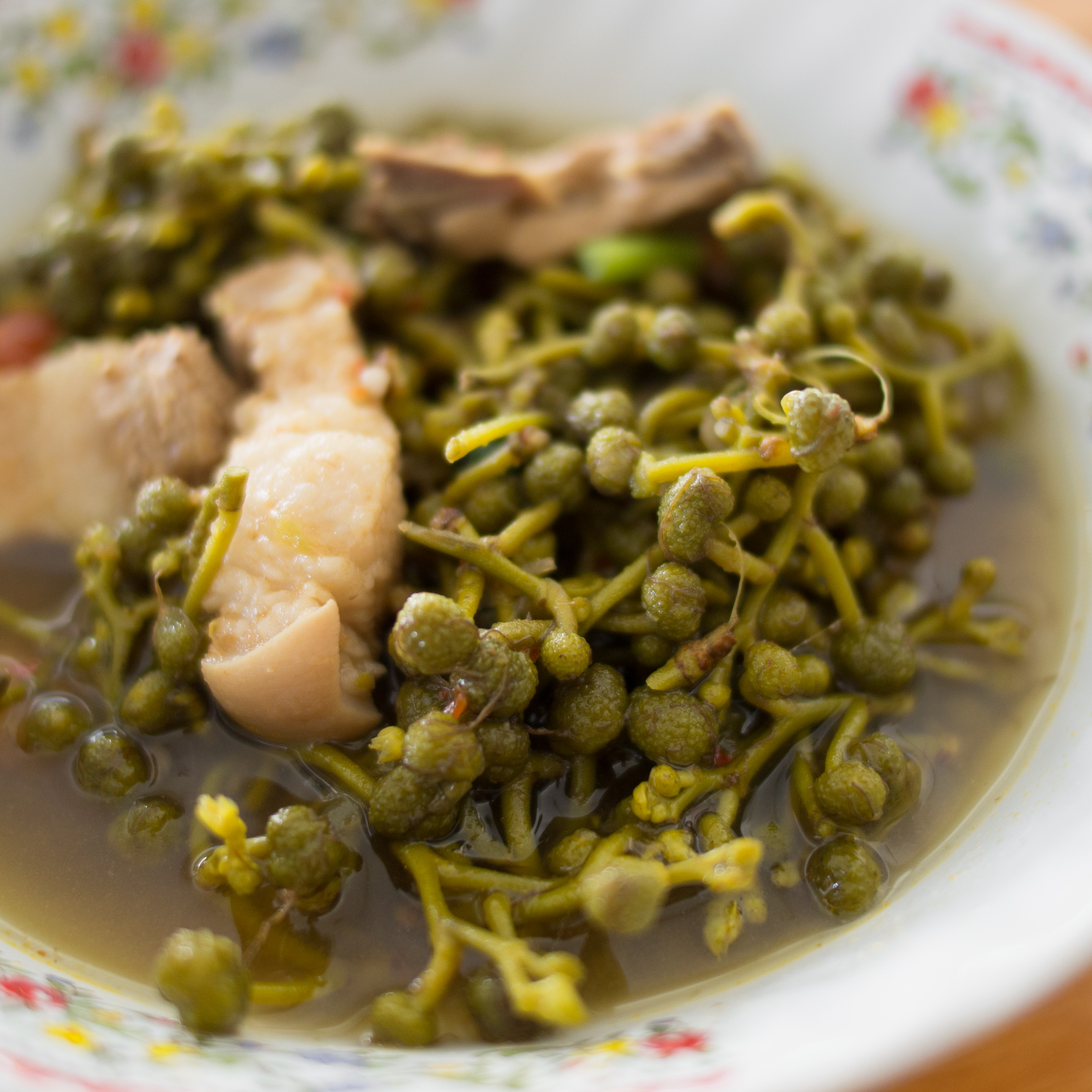
Thajský pokrm s mladými květenstvími B. kurzii
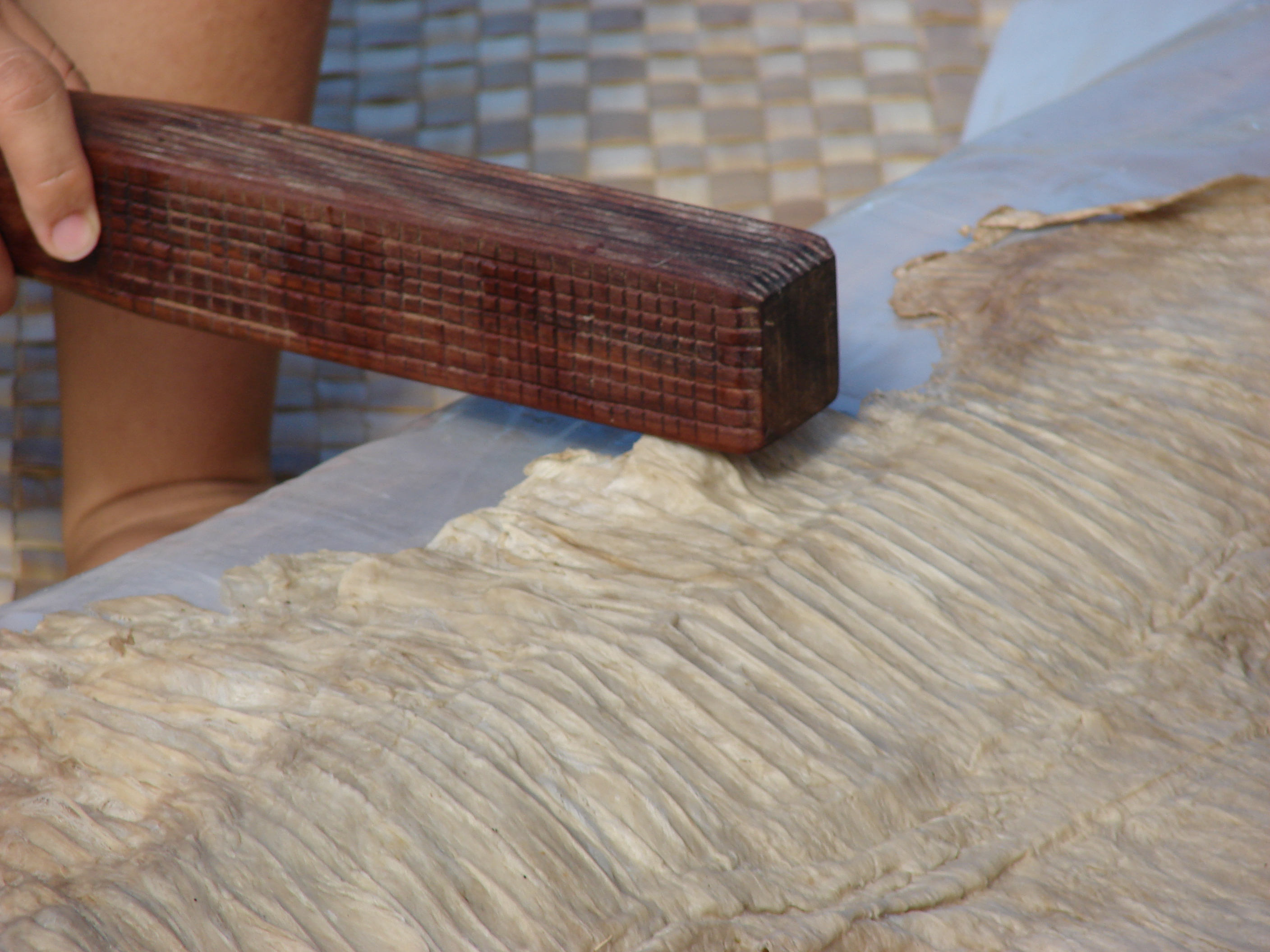
Tradiční výroba papíru z papírovníku

## Přehled druhů a jejich rozšíření
- Broussonetia greveana - Madagaskar, Komory
- Broussonetia hanjiana - Jižní Korea
- Broussonetia harmandii - Laos
- Broussonetia integrifolia - Indie
- Broussonetia kaempferi - Japonsko, Čína
- Broussonetia kazinoki - Čína, Vietnam, Tchaj-wan, Japonsko, Korea
- Broussonetia kurzii - Čína (Jün-nan), Indie, Thajsko, Laos, Vietnam, Bhútán, Myanmar, Sumatra
- Broussonetia luzonica - Filipíny, Sulawesi
- Broussonetia papyrifera - Čína, Kambodža, Japonsko, Korea, Laos, Malajsie, Myanmar, Thajsko, Vietnam, Tichomoří
- Broussonetia zeylanica - Srí Lanka[2][1]